# Кібібайт
Кібібайт (походить від складання кіло бінарний байт) — одиниця вимірювання обсягу даних, прийнята Міжнародною електротехнічною комісією у 2000 році. Має скорочення — КіБ.
1 кібібайт = 210 байт = 1024 байт
Кібібайт тісно пов'язаний з кілобайтом (КБ), з деякою насторогою їх можна назвати синонімами, які використовують залежно від контексту. Але під кілобайтом слід розуміти значення, яке дорівнює 103 байт = 1000 байт.

## Походження
Використання цих термінів було необхідним, аби подолати плутанину, яка виникала при визначенні розміру накопичувачів інформації, виробники яких використовували саме термін кілобайт. Особливо гостро ця проблема стала помітна, коли розміри жорстких дисків зросли до гігабайтів. Користувачі та програмне забезпечення звикло рахувати місткість диску значеннями, які формуються з степенів двійки, а виробники при розрахунку місткості використовують числа, формовані з степенів числа 10.  Це призводить до значної різниці. Так 1 мегабайт, якщо рахувати степенями двійки, це 10242 або 1024×1024, або 1 048 576 байт, в той час, як префікс мега- зазвичай позначає 1 000 000. Так само гігабайт може означати 10243 або 1 073 741 824 байт, в той час як гіга- зазвичай означає 1 000 000 000. Тож на 100-гігабайтному диску різниця може складати більш ніж 7 000 000 000 байт, залежно від того, що розуміти під 100 гігабайтами, 100×10003 чи 100×10243.